# Vlatko Pavletić
Vlatko Pavletić, né le 2 décembre 1930 à Zagreb, Croatie et mort le 19 septembre 2007 dans la même ville, est un homme politique croate.

## Biographie
Diplômé de la Faculté de philosophie de Zagreb en 1955. Il obtient un doctorat en littérature en 1975.
Nommé ministre de l'Éducation, de la Culture, de la Technologie et des Sports. En 1992, il est élu au parlement croate où il exerce la fonction de président de la commission parlementaire pour l'Éducation, les Sciences et la Culture et la vice-présidence de l'Académie croate des sciences et des arts.
En 1995, il est élu président du Parlement. Le président Franjo Tuđman souffrant d'un cancer et étant incapable d'exercer sa fonction, il est nommé président par intérim le 26 novembre 1999. Lorsque Franjo Tuđman meurt finalement le 10 décembre, il exerce la fonction à plein temps jusqu'à l'élection de Zlatko Tomčić le 2 février 2000, nouveau président du parlement, qui le remplace en tant que président par intérim.
En 2004, il se retire de la vie politique. Il est décédé le 19 septembre 2007 à l'âge de 76 ans d'un cancer du pancréas.